# 2004-es labdarúgó-Európa-bajnokság (selejtező – 8. csoport)
A 2004-es labdarúgó-Európa-bajnokság selejtezőjének 8. csoportjának mérkőzéseit tartalmazó lapja. A csoportban Belgium, Horvátország, Bulgária, Észtország és Andorra szerepelt. A csapatok körmérkőzéses, oda-visszavágós rendszerben játszottak egymással.
Bulgária kijutott a Európa-bajnokságra. Horvátország pótselejtezőt játszott, amelyet megnyert és kijutott az Eb-re.

## Tabella
| Hely. | Csapat       | M | Gy | D | V | G+ | G– | Gk  | P  | Továbbjutás                           |     | Bulgária | Horvátország | Belgium | Észtország | Andorra |
| ----- | ------------ | - | -- | - | - | -- | -- | --- | -- | ------------------------------------- | --- | -------- | ------------ | ------- | ---------- | ------- |
| 1.    | Bulgária     | 8 | 5  | 2 | 1 | 13 | 4  | +9  | 17 | Kijutott a 2004-es Európa-bajnokságra |     | —        | 2–0          | 2–2     | 2–0        | 2–1     |
| 2.    | Horvátország | 8 | 5  | 1 | 2 | 12 | 4  | +8  | 16 | Pótselejtezőbe került                 |     | 1–0      | —            | 4–0     | 0–0        | 2–0     |
| 3.    | Belgium      | 8 | 5  | 1 | 2 | 11 | 9  | +2  | 16 |                                       |     | 0–2      | 2–1          | —       | 2–0        | 3–0     |
| 4.    | Észtország   | 8 | 2  | 2 | 4 | 4  | 6  | −2  | 8  |                                       | 0–0 | 0–1      | 0–1          | —       | 2–0        |         |
| 5.    | Andorra      | 8 | 0  | 0 | 8 | 1  | 18 | −17 | 0  |                                       | 0–3 | 0–3      | 0–1          | 0–2     | —          |         |

1. 1 2  Az egymás elleni pontszám (3) döntetlen. Egymás elleni gólkülönbség: Horvátország +3, Belgium −3.

## Mérkőzések
| 2002. szeptember 7. |

| Horvátország | 0–0         | Észtország |
| ------------ | ----------- | ---------- |
|              | Jegyzőkönyv |            |

| Stadion Gradski vrt, Eszék Nézőszám: 10 000 Játékvezető: Juan Antonio Fernández Marín (spanyol) |

| 2002. szeptember 7. |

| Belgium | 0–2               | Bulgária                |
| ------- | ----------------- | ----------------------- |
|         | (0–1) Jegyzőkönyv | Janković 17' Petrov 63' |

| Baldvin király Stadion, Brüsszel Nézőszám: 20 000 Játékvezető: Terje Hauge (norvég) |

| 2002. október 12. |

| Bulgária                | 2–0               | Horvátország |
| ----------------------- | ----------------- | ------------ |
| Petrov 22' Berbatov 37' | (2–0) Jegyzőkönyv |              |

| Vasil Levski National Stadium, Szófia Nézőszám: 43 000 Játékvezető: Anders Frisk (svéd) |

| 2002. október 12. |

| Andorra | 0–1               | Belgium   |
| ------- | ----------------- | --------- |
|         | (0–0) Jegyzőkönyv | Sonck 61' |

| Estadi Comunal d'Aixovall, Andorra la Vella Nézőszám: 700 Játékvezető: Karen Nalbandyan (örmény) |

| 2002. október 16. |

| Bulgária                 | 2–1               | Andorra  |
| ------------------------ | ----------------- | -------- |
| Chilikov 37' Balakov 58' | (1–0) Jegyzőkönyv | Lima 80' |

| Vasil Levski National Stadium, Szófia Nézőszám: 38 000 Játékvezető: Ceri Richards (walesi) |

| 2002. október 16. |

| Észtország | 0–1               | Belgium  |
| ---------- | ----------------- | -------- |
|            | (0–1) Jegyzőkönyv | Sonck 2' |

| A. Le Coq Arena, Tallinn Nézőszám: 4000 Játékvezető: Mike Riley (angol) |

| 2003. március 29. |

| Horvátország                        | 4–0               | Belgium |
| ----------------------------------- | ----------------- | ------- |
| Srna 9' Pršo 55' Marić 70' Leko 76' | (1–0) Jegyzőkönyv |         |

| Maksimir Stadion, Zágráb Nézőszám: 25 000 Játékvezető: Herbert Fandel (német) |

| 2003. április 2. |

| Észtország | 0–0         | Bulgária |
| ---------- | ----------- | -------- |
|            | Jegyzőkönyv |          |

| A. Le Coq Arena, Tallinn Nézőszám: 3000 Játékvezető: Konrad Plautz (ausztrál) |

| 2003. április 2. |

| Horvátország              | 2–0               | Andorra |
| ------------------------- | ----------------- | ------- |
| Rapaić 10' (11-esből) 43' | (2–0) Jegyzőkönyv |         |

| Stadion Anđelko Herjavec, Varaždin Nézőszám: 8500 Játékvezető: Marian Salomir (orosz) |

| 2003. április 30. |

| Andorra | 0–2               | Észtország       |
| ------- | ----------------- | ---------------- |
|         | (0–1) Jegyzőkönyv | Zelinski 26' 74' |

| Estadi Comunal d'Aixovall, Andorra la Vella Nézőszám: 500 Játékvezető: Ali Aydin (török) |

| 2003. június 7. |

| Észtország            | 2–0               | Andorra |
| --------------------- | ----------------- | ------- |
| Allas 22' Viikmäe 31' | (2–0) Jegyzőkönyv |         |

| A. Le Coq Arena, Tallinn Nézőszám: 3500 Játékvezető: Juhos Attila (magyar) |

| 2003. június 7. |

| Bulgária                            | 2–2               | Belgium                        |
| ----------------------------------- | ----------------- | ------------------------------ |
| Berbatov 52' Todorov 71' (11-esből) | (0–1) Jegyzőkönyv | Petrov 30' (öngól) Clement 55' |

| Vasil Levski National Stadium, Szófia Nézőszám: 42 000 Játékvezető: Pierluigi Collina (olasz) |

| 2003. június 11. |

| Észtország | 0–1               | Horvátország |
| ---------- | ----------------- | ------------ |
|            | (0–0) Jegyzőkönyv | Kovač 76'    |

| A. Le Coq Arena, Tallinn Nézőszám: 6100 Játékvezető: Alain Hamer (luxemburgi) |

| 2003. június 11. |

| Belgium                | 3–0               | Andorra |
| ---------------------- | ----------------- | ------- |
| Goor 21' 69' Sonck 45' | (2–0) Jegyzőkönyv |         |

| Jules Ottenstadion, Gent Nézőszám: 12 500 Játékvezető: Siarhei Shmolik (fehérorosz) |

| 2003. szeptember 6. |

| Andorra | 0–3               | Horvátország                  |
| ------- | ----------------- | ----------------------------- |
|         | (0–2) Jegyzőkönyv | Kovač 4' Šimunić 16' Roso 71' |

| Estadi Comunal d'Aixovall, Andorra la Vella Nézőszám: 800 Játékvezető: Miroslav Liba (csehszlovák) |

| 2003. szeptember 6. |

| Bulgária                | 2–0               | Észtország |
| ----------------------- | ----------------- | ---------- |
| Petrov 16' Berbatov 66' | (1–0) Jegyzőkönyv |            |

| Vasil Levski National Stadium, Szófia Nézőszám: 25 128 Játékvezető: Franz-Xaver Wack (német) |

| 2003. szeptember 10. |

| Andorra | 0–3               | Bulgária                     |
| ------- | ----------------- | ---------------------------- |
|         | (0–2) Jegyzőkönyv | Berbatov 11' 24' Hristov 58' |

| Estadi Comunal d'Aixovall, Andorra la Vella Nézőszám: 450 Játékvezető: Tomasz Mikulski (lengyel) |

| 2003. szeptember 10. |

| Belgium       | 2–1               | Horvátország |
| ------------- | ----------------- | ------------ |
| Sonck 35' 43' | (2–1) Jegyzőkönyv | Šimić 37'    |

| Baldvin király Stadion, Brüsszel Nézőszám: 35 000 Játékvezető: Graham Poll (angol) |

| 2003. október 11. |

| Horvátország | 1–0               | Bulgária |
| ------------ | ----------------- | -------- |
| Olić 48'     | (0–0) Jegyzőkönyv |          |

| Maksimir Stadion, Zágráb Nézőszám: 37 000 Játékvezető: Gilles Veissiere (francia) |

| 2003. október 11. |

| Belgium                        | 2–0               | Észtország |
| ------------------------------ | ----------------- | ---------- |
| Piiroja 41' (öngól) Buffel 60' | (1–0) Jegyzőkönyv |            |

| Stade Maurice Dufrasne, Liège Nézőszám: 20 000 Játékvezető: Massimo Busacca (svájci) |